# Liste der Biografien/Muri
Liste der Biografien |
Portal Biografien |
Personensuche
# |
A |
B |
C |
D |
E |
F |
G |
H |
I |
J |
K |
L |
M |
N |
O |
P |
Q |
R |
S |
T |
U |
V |
W |
X |
Y |
Z |
?
 
Ma |
Mb |
Mc |
Md |
Me |
Mf |
Mg |
Mh |
Mi |
Mj |
Mk |
Ml |
Mm |
Mn |
Mo |
Mp |
Mq |
Mr |
Ms |
Mt |
Mu |
Mv |
Mw |
Mx |
My |
Mz
 
Mua |
Mub |
Muc |
Mud |
Mue |
Muf |
Mug |
Muh |
Mui |
Muj |
Muk |
Mul |
Mum |
Mun |
Muo |
Mup |
Muq |
Mur |
Mus |
Mut |
Muu |
Muv |
Muw |
Mux |
Muy |
Muz
 
Mura |
Murb |
Murc |
Murd |
Mure |
Murf |
Murg |
Murh |
Muri |
Murj |
Murk |
Murl |
Murm |
Murn |
Muro |
Murp |
Murr |
Murs |
Murt |
Muru |
Murv |
Murw |
Mury |
Murz
Die Liste der Biografien führt alle Personen auf, die in der deutschsprachigen Wikipedia einen Artikel haben. Dieses ist eine Teilliste mit 62 Einträgen von Personen, deren Namen mit den Buchstaben „Muri“ beginnt.

## Muri
- Muri, Elisa (* 1984), italienische Volleyballspielerin
- Müri, Felix (* 1958), Schweizer Politiker (SVP)
- Muri, Franz (1846–1926), österreichischer Gastwirt und Politiker, Landtagsabgeordneter
- Muri, Fritz (* 1955), Schweizer Journalist, Drehbuchautor und Regisseur
- Müri, Hans (1861–1944), Schweizer Politiker
- Müri, Hermann (1874–1938), Schweizer Politiker und Gewerkschafter
- Muri, Roland (* 1959), Schweizer MalerRoland Muri (* 1959)

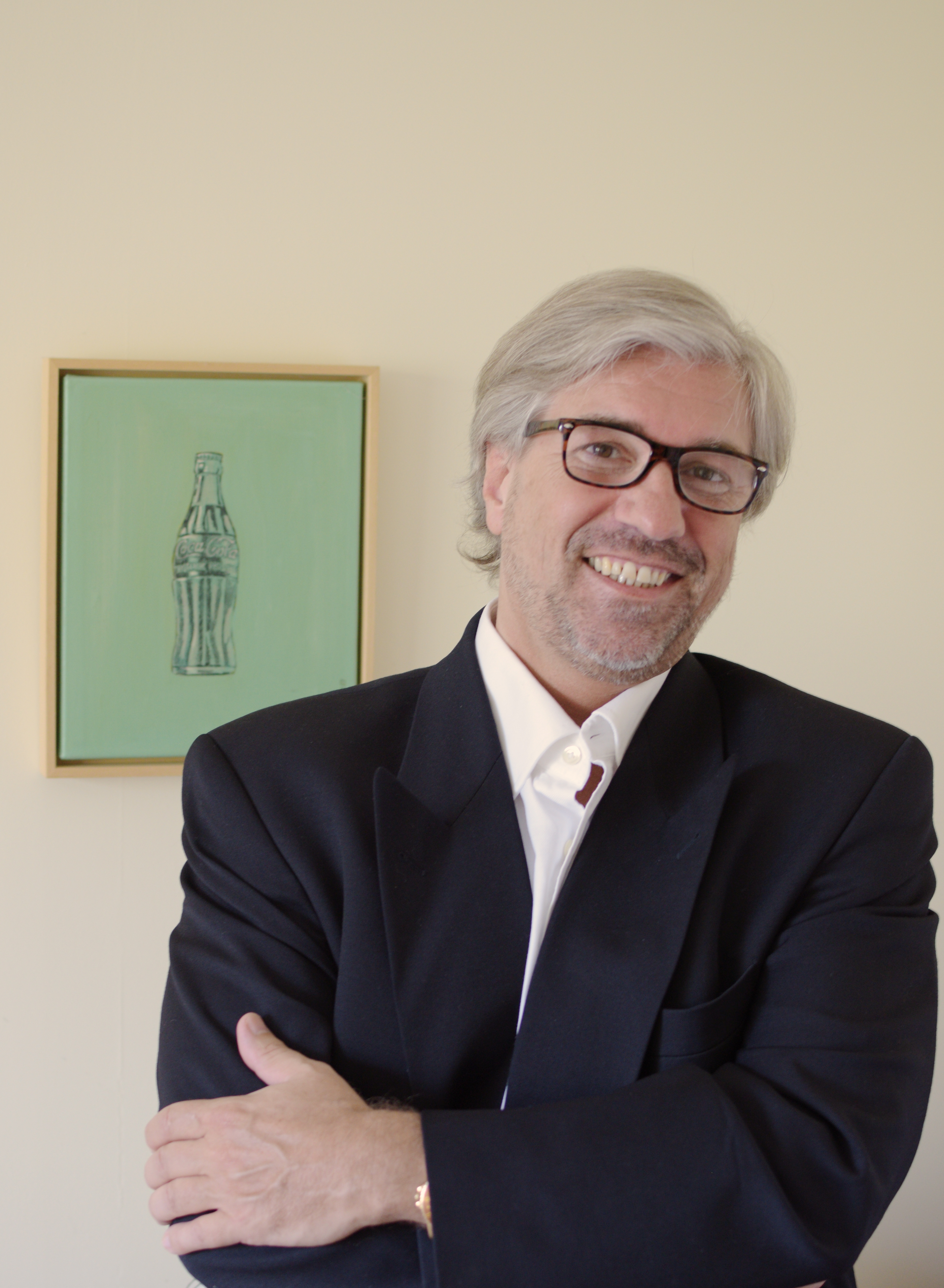
Roland Muri (* 1959)

- Müri, Ruth (* 1970), Schweizer Politikerin (Grüne)
- Müri, Walter (1899–1968), Schweizer Klassischer Philologe

### Muria
- Murialdo, Leonardo (1828–1900), römisch-katholischer Priester und Ordensgründer
- Murianka, Luke (* 1951), russisch-orthodoxer Bischof der russisch-orthodoxen Auslandskirche

### Muric
- Murić, Arijanet (* 1998), kosovarisch-montenegrinischer Fußballspieler
- Murić, Maja (* 1974), kroatische Tennisspielerin
- Murić, Saima (* 2006), serbische Leichtathletin
- Muricken, Jacob (* 1963), indischer syro-malabarischer Geistlicher, emeritierter Weihbischof in Palai

### Murie
- Murie, Margaret (1902–2003), US-amerikanische Naturforscherin, Naturschützerin und Schriftstellerin
- Muriel (* 1987), deutsch-brasilianischer Fußballtorhüter
- Muriel, Luis (* 1991), kolumbianischer Fußballspieler

### Muril
- Murillo (* 2002), brasilianischer Fußballspieler
- Murillo Bejarano, Diego (* 1961), kolumbianischer Paramilitär und KriminellerDiego Murillo Bejarano (* 1961)

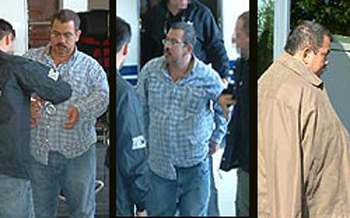
Diego Murillo Bejarano (* 1961)

- Murillo Herrera, Francisco (1878–1951), spanischer Kunsthistoriker
- Murillo Karam, Jesús (* 1947), mexikanischer Jurist und Politiker
- Murillo Toro, Manuel (1816–1880), kolumbianischer Politiker und Präsident von Kolumbien
- Murillo Velarde, Pedro (1696–1753), spanischer Jesuit, Autor
- Murillo, Alexander (* 2006), spanischer Fußballspieler
- Murillo, Ander (* 1983), spanischer Fußballspieler
- Murillo, André (* 1990), US-amerikanisch-deutscher Basketballspieler
- Murillo, Bartolomé Esteban († 1682), spanischer Barockmaler
- Murillo, Carlos (* 1970), panamaischer Boxer im Halbfliegengewicht
- Murillo, Daniel (* 1982), US-amerikanischer Rockmusiker
- Murillo, Dennis (* 1992), brasilianischer Fußballspieler
- Murillo, Elkin (* 1977), kolumbianischer Fußballspieler
- Murillo, Evaristo (1922–2005), costa-ricanischer Fußballtorhüter
- Murillo, Jeison (* 1992), kolumbianischer Fußballspieler
- Murillo, Jhon (* 1995), kolumbianischer Fußballspieler
- Murillo, Jorge (* 1939), costa-ricanischer Bogenschütze
- Murillo, Juan (* 1982), venezolanischer Radrennfahrer
- Murillo, Luis Gilberto (* 1967), kolumbianischer Diplomat und Politiker
- Murillo, María Alejandra (* 2004), kolumbianische Leichtathletin
- Murillo, María Fernanda (* 1999), kolumbianische Hochspringerin
- Murillo, María Lucelly (* 1991), kolumbianische Speerwerferin
- Murillo, Marino (* 1961), kubanischer Politiker
- Murillo, Michael (* 1996), panamaischer Fußballtorhüter
- Murillo, Miguel (1898–1968), bolivianischer Fußballspieler
- Murillo, Miguel (* 1988), kolumbianischer Fußballspieler
- Murillo, Oscar (* 1986), kolumbianischer Künstler
- Murillo, Óscar (* 1988), kolumbianischer Fußballspieler
- Murillo, Reynaldo, salvadorianischer Straßenradrennfahrer
- Murillo, Rosario (* 1951), nicaraguanische Schriftstellerin, Vizepräsidentin von NicaraguaRosario Murillo (* 1951)

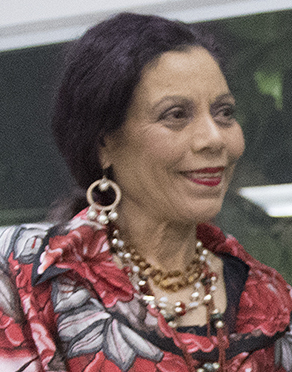
Rosario Murillo (* 1951)

- Murillo, Rubén (* 1990), kolumbianischer Bahnradsportler

### Murin
- Murín, Igor (* 1973), slowakischer Eishockeytorwart
- Murino, Caterina (* 1977), italienische Schauspielerin
- Murínová, Anna (* 1973), slowakische Biathletin

### Muriq
- Muriqi, Vedat (* 1994), kosovarischer Fußballspieler
- Muriqui (* 1986), brasilianischer Fußballspieler

### Muris
- Muris, Johannes de, französischer Mathematiker, Astronom und Kalenderreformer
- Muris, Oswald (1884–1964), deutscher Geograph
- Murisier, Justin (* 1992), Schweizer Skirennfahrer

### Murit
- Murith, Laurent Joseph (1742–1816), Schweizer Ordenspriester, Archäologe und Botaniker
- Murithat Kesi (* 2000), thailändischer Fußballspieler

### Muriu
- Muriuki, Margaret Wangari (* 1986), kenianische Mittel- und Langstreckenläuferin
- Muriuki, Patrick (* 1989), kenianischer Marathonläufer